# Potosi (wieś)
Potosi – wieś w Stanach Zjednoczonych, w stanie Wisconsin, w hrabstwie Grant.